# Pokémon Rumble
Pokémon Rumble (no Japão: Melee! Pokémon Scramble (乱戦！ポケモンスクランブル, Melee! Pokemon Sukuranburu)) é um jogo eletrônico da série Pokémon para o WiiWare. O jogo foi desenvolvido pela Ambrella.

## Jogabilidade
Pokémon Rumble é um jogo de ação no qual você controla Toy Pokémon (referido como "Pokémon") e assumir onda após onda de outro Pokémon em uma variedade de estágios.Amizade com alguns dos Pokémon derrotado ao longo do caminho, adicionando-os à sua coleção e conceder-lhe a capacidade de usá-los em batalha. O Pokémon do jogador explora diversas áreas, enquanto luta contra Pokémon inimigo. Um Pokémon chefe espera no final de cada dungeon e a dificuldade de cada boss aumenta conforme o jogador progride ao longo do jogo. Pokémon Rumble também vem com a opção de jogar contra os outros sem fio (assim como seu sucessor Pokémon Rumble Blast) usando StreetPass tagging.
É notório que o jogo recebe uma certa herança dos jogos mais antigos da franquia Pokémon Mistério Dungeon, mas não segue um padrão de história totalmente concretizado.